# 穆棱市
穆棱市（もくりょう-し）は、中華人民共和国黒竜江省牡丹江市に位置する県級市。市人民政府駐地は八面通鎮。

## 歴史
1903年1月11日、清朝は綏芬庁の下に穆棱河分防知事を設置、1909年（宣統元年）6月2日、穆棱河分防知事管轄地域に穆棱県を設置した。
中華民国が成立すると道制が施行され、吉林省東南路道（1914年6月、依蘭道と改称）の管轄とされたが、1929年（民国18年）2月に道制廃止とともに吉林省の直轄とされた。
1932年（大同元年）、満洲国が建国されると当初は吉林省の管轄とされたが、1934年（康徳元年）12月に浜江省、1937年（康徳4年）には新設された牡丹江省に移管され、更に1943年（康徳10年）には東満総省、1945年（康徳12年）には東満省の管轄とされている。
1945年（民国34年）の日本の敗戦と満洲国の崩壊に伴い中華民国の施政権が復活したが、既に始まった国共内戦により中国共産党は解放区を設置、1946年4月には綏寧省が新設されその管轄とされ、同年10月、綏寧省の廃止に伴い牡丹江専区に移管、1947年10月、牡丹江省の新設に伴い移管され、1948年7月の牡丹江省廃止に伴い松江省に移管された。1954年7月の行政整理により黒竜江省の管轄とされた。1995年に県級市の穆棱市に昇格した。

## 行政区画
6鎮、1郷、1民族郷を管轄：
- 鎮：八面通鎮、穆棱鎮、下城子鎮、馬橋河鎮、興源鎮、河西鎮
- 郷：共和郷
- 民族郷：福禄朝鮮族満族郷

## 交通

### 鉄道
- 中国鉄路総公司
  - 中国鉄路ハルビン局集団公司
    - 浜綏線（牡丹江方面）- 磨刀石駅（中国語版） - 穆棱駅 -（綏芬河方面）
    - 城鶏線　穆棱駅 - 下城子駅（中国語版） - 八面通駅（中国語版） - 秀池駅（中国語版） -（鶏西方面）
    - 穆棱鉄道公交　穆棱駅 - 伊林駅 - 老穆棱駅（中国語版）

### 道路
- 高速道路
  - 綏満高速道路
- 国道
  -  G301国道

## 健康・医療・衛生
- 穆棱市第一人民医院
- 穆棱市中医院